# Hydrochroa
Hydrochroa là một chi bướm đêm thuộc họ Geometridae.